# Trinomys albispinus
Trinomys albispinus är en däggdjursart som först beskrevs av I. Geoffroy 1838.  Trinomys albispinus ingår i släktet Trinomys och familjen lansråttor. Inga underarter finns listade i Catalogue of Life. Wilson & Reeder (2005) skiljer mellan tre underarter.
Denna gnagare förekommer i östra Brasilien i delstaterna Sergipe, Bahia och Minas Gerais. Arten lever i mera torra lövfällande skogar och i den angränsande savannen. Några upphittade honor var dräktiga med två till fyra ungar.